# Marasmius chordalis
Marasmius chordalis Fr. – gatunek grzybów należący do rodziny twardzioszkowatych (Marasmiaceae).

## Systematyka i nazewnictwo
Pozycja w klasyfikacji według Index Fungorum: Marasmius, Marasmiaceae, Agaricales, Agaricomycetidae, Agaricomycetes, Agaricomycotina, Basidiomycota, Fungi.
Synonim nazwy naukowej: Chamaeceras chordalis (Fr.) Kuntze 1898.

## Charakterystyka
Saprotrof wytwarzający owocniki o jasnoszarym, blaknącym do białawego, czerwonobrązowo nakrapianym kapeluszu (średnicy przeważnie 1–2 cm), o oszronionej (z powodu wystających cystyd) skórce na powierzchni, lekko pomarszczonym, żłobkowanym brzegu i blaszkowatym hymenoforze na spodzie. Blaszki mają brudnobiaławe zabarwienie, regularną tramę i są szeroko przyrośnięte do szklistego, brązowiejącego, oszronionego trzonu. Gatunek ten występuje na kłączach orlicy pospolitej lub zagrzebanym drewnie. Owocniki wytwarza we wrześniu i październiku, czasami w kępkach.